# Nina Sky
Nina Sky è un duo musicale statunitense composto dalle gemelle Nicole e Natalie Albino (nate il 13 marzo 1986).

## Carriera
Di origini portoricane, le sorelle Albino crescono a New York e scrivono la loro prima canzone, Sisters, all'età di sette anni. Il nome Nina Sky deriva dalle prime due sillabe dei nomi delle due gemelle ("Ni" e "Na"), uniti alla parola "Sky" (in italiano "cielo"). Le sorelle Albino hanno utilizzato il termine cielo per indicare che per loro rappresenta l'unico limite.
Dopo aver registrato un demo di Move Ya Body le Nina Sky ottengono un contratto con la Universal Records, che pubblica il singolo il 27 aprile 2004. Move Ya Body entra nella top ten di numerose nazioni fra America, Europa e Australia  Il 29 giugno 2004 viene pubblicato l'album Nina Sky, lavoro di debutto del duo.
Il 27 luglio 2007 avrebbe dovuto essere pubblicato dalla Polo Grounds Music/J Records, nuova etichetta del duo, il secondo album Starting Today, ma ciò non accadde. Le sorelle Albino quindi entrano in conflitto con la loro casa discografica, accusandola di non supportarle a sufficienza. In seguito il duo pubblica indipendentemente un EP di otto tracce, intitolato The Other Side e reso disponibile soltanto per il download digitale.

## Formazione
- Nicole Albino - voce
- Natalie Albino - voce

## Discografia parziale

### Album
- 2004 - Nina Sky
- 2005 - La Conexión
- 2012 - Nicole and Natalie
- 2016 - Brightest Gold

### EP
- 2010 - The Other Side